# Atlas (fusée)
Pour les articles homonymes, voir Atlas.

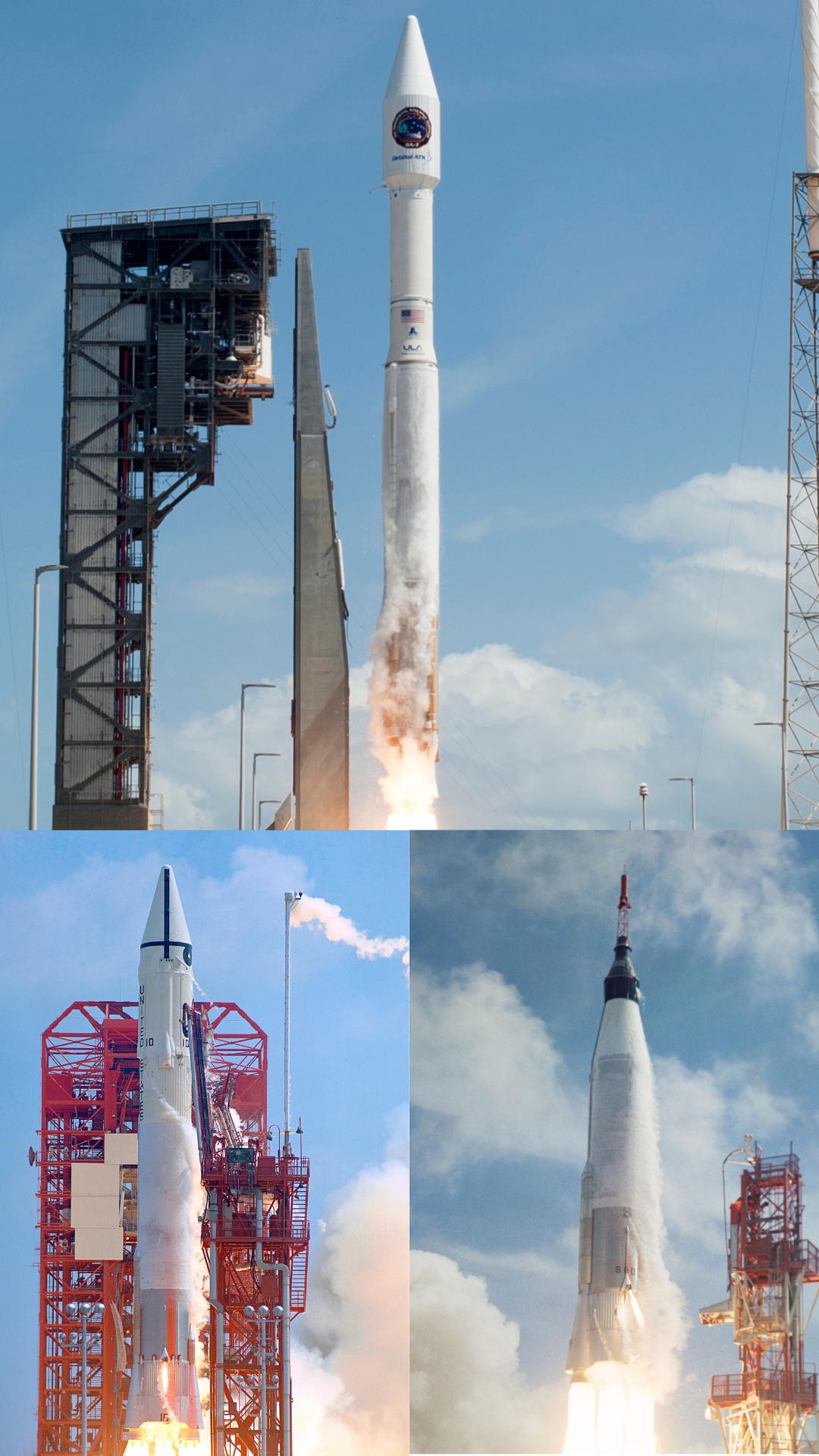
Des principaux membres de la famille Atlas : Atlas V (en haut), Centaur-Atlas (à gauche) et Mercury-Atlas (à droite).

Atlas est une famille de lanceurs spatiaux américains dérivés du missile Atlas, premier missile balistique intercontinental américain mis au point à la fin des années 1950. Le lanceur initial est une fusée à ergols liquides brûlant un mélange d'oxygène liquide et de kérosène et disposant de trois moteurs dont deux sont éjectés lors de l'ascension (formule dite à "un étage et demi"). Le recours à un réservoir-ballon à paroi extrêmement mince permet d'obtenir un engin particulièrement performant. 
Le lanceur Atlas est utilisé dans la même configuration que le missile pour lancer les premiers astronautes américains en orbite dans le cadre du programme Mercury (1962). On lui adjoint rapidement un deuxième étage pour lancer des satellites et des sondes spatiales : d'abord l'étage Agena (1960) puis, après une longue mise au point l'étage Centaur dont les caractéristiques révolutionnaires (utilisation du couple hydrogène/oxygène) permettent d'accroître fortement la charge utile qui passe à quatre tonnes en orbite basse et une tonne pour les sondes interplanétaires : c'est une fusée Atlas-Centaur qui lance la sonde spatiale Surveyor 1 qui réussit le premier atterrissage en douceur sur la Lune (1966). Près de 170 lanceurs Atlas, dotés d'un deuxième étage Agena ou Centaur et utilisant souvent comme premier étage un missile balistique désormais retiré du service, lancent satellites artificiels et sondes spatiales jusqu'en 1983. Au sein des lanceurs américains Atlas occupe un créneau intermédiaire entre la famille des lanceurs légers Delta et celle des lanceurs lourds Titan qui, trop coûteux, ne perceront jamais sur le marché des satellites commerciaux et se contenteront de lancer des satellites militaires et les sondes spatiales les plus massives.
En 1983, la version G plus puissante (près de six tonnes en orbite basse) est mise au point pour pouvoir mettre sur orbite les satellites de télécommunications toujours plus lourds et faire face à la concurrence croissante du lanceur européen Ariane. La version Atlas I, techniquement très proche de l'Atlas G, est lancée pour la première fois en 1990 dans un contexte transformé par l'accident de la navette spatiale Challenger. Désormais, la NASA demande au constructeur du lanceur de financer lui-même les évolutions de sa fusée. C'est l'Armée de l'Air américaine qui désormais financera les évolutions du lanceur à travers ses commandes massives. Le modèle Atlas I est rapidement remplacé par l'Atlas II, plus puissante, lancée 63 fois entre 1991 et 2004. Le premier étage du lanceur est complètement refondu pour la version Atlas III qui ne sera lancée que six fois entre 2000 et 2005 : les trois moteurs d'origine sont remplacés par un moteur russe unique RD-180 très performant qui permet de rallonger les réservoirs et d'emporter une charge utile de plus de huit tonnes en orbite basse. 
Ce lanceur est rapidement remplacé par la version Atlas V (premier vol en 2002) développé pour répondre au programme Evolved Expendable Launch Vehicle (EELV) de l'Armée de l'Air américaine qui recherche un lanceur modulaire et moins coûteux : sur cette nouvelle version, la technique du réservoir ballon est abandonnée sur le premier étage dont le diamètre est augmenté de manière substantielle. Le nouveau lanceur se décline en plusieurs versions utilisant des propulseurs d'appoint de puissance différente qui permettent de placer selon le cas entre 9,7 et 29,4 tonnes en orbite basse. Mais les coûts de développement du nouveau lanceur, plus élevés que prévu, disqualifient rapidement la nouvelle version sur le marché commercial. Désormais, son constructeur Lockheed Martin allié à son principal concurrent Boeing (fournisseur de l'autre lanceur gagnant de l'EELV  la Delta IV) au sein de l'United Launch Alliance ne propose plus sa fusée que sur le marché fermé des satellites militaires et des sondes spatiales lourdes de la NASA. En août 2018 Le lanceur Atlas V a été lancé à 80 reprises avec un seul échec partiel. Sur le plan technique l'Atlas V est une réussite mais, au cours de la décennie 2010, le lanceur doit affronter la concurrence du Falcon 9, beaucoup moins coûteux sur le marché des lancements militaires, et l'hostilité d'une partie du monde politique depuis le refroidissement des relations avec la Russie fournisseur du moteur principal. ULA décide en conséquence le développement d'un nouveau lanceur le Vulcan qui devrait progressivement remplacer l'Atlas V au cours de la décennie 2020.

## Le missile intercontinental Atlas

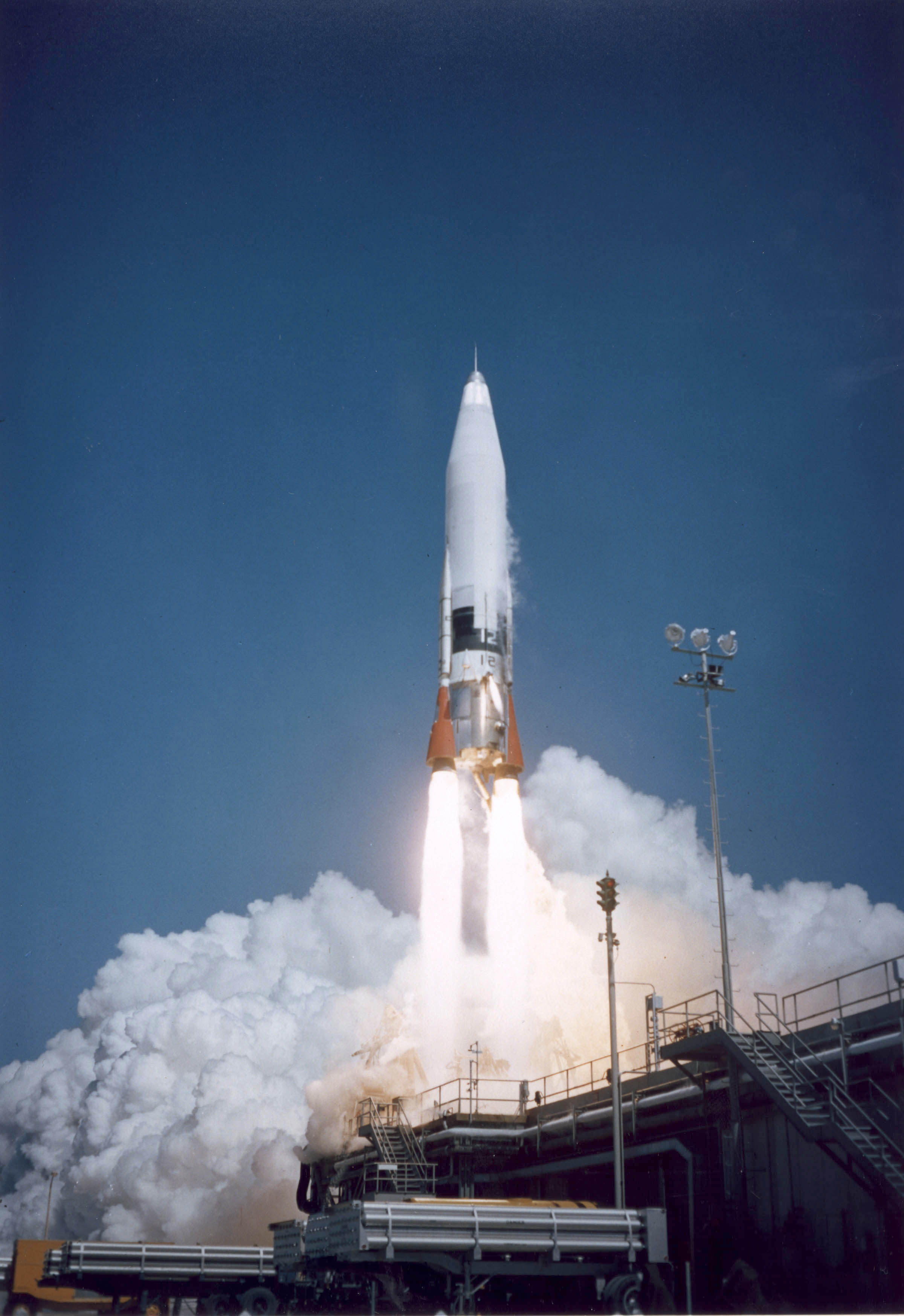
Le tir d'un missile Atlas en 1958.

Le lanceur Atlas dérive comme presque tous les lanceurs développés dans les années 1950 d'un missile balistique (la seule exception est le lanceur américain Vanguard). L'Atlas est le premier missile intercontinental développé par les États-Unis. Pour atteindre les performances exigées par l'Armée américaine, l'ingénieur d'origine belge Charlie Bossart de la société Convair a recours à la technique du réservoir-ballon : les réservoirs sont structuraux (c'est-à-dire qu'ils jouent à la fois le rôle de coque externe et de réservoir) et sont dépourvus de longerons ; s'ils ne sont pas maintenus sous pression, ils s'effondrent sous leur propre poids. Cette technique de construction délicate à maîtriser et relativement coûteuse permet d'alléger au maximum le poids de la fusée. Par ailleurs, le missile comporte un étage et demi : deux moteurs (sur trois) utilisés au lancement sont largués en vol. De cette manière, la mise à feu de tous les moteurs se fait au départ, ce qui constituait une parade contre le défaut d'allumage des étages supérieurs des fusées souvent constatés avec la technique de l'époque.
Le premier lancement réussi d'un missile Atlas eut lieu le 17 décembre 1957. Plusieurs versions du missile sont développées : les versions A, B et C sont utilisées pour la mise au point du missile. Les versions D, E et F sont des versions opérationnelles : certains de ces missiles seront réutilisés après leur retrait du service comme lanceur. Environ 126 missiles sont déployés dans les bases de lancement. Le missile commence sa carrière opérationnelle en 1959. Celle-ci est relativement brève car le temps de préparation du missile avant son lancement (remplissage des réservoirs avec les ergols liquides) devient rapidement incompatible avec les exigences des militaires qui préfèreront pas la suite des missiles à propergol solide. Le dernier missile Atlas est désarmé en 1965.

## Évolution de la famille des lanceurs Atlas

### Les débuts du lanceur Atlas
Très tôt, les performances du missile Atlas sont repérées par les responsables du programme spatial américain qui ne dispose pas comme son pendant russe de lanceurs suffisamment puissants prêts à l'emploi. Alors que le missile n'est pas encore opérationnel, des fusées Atlas sont utilisées à des fins civiles : le 18 décembre 1958, un lanceur Atlas B place en orbite le satellite SCORE (Signal Communications Orbit Relay Equipment) qui est « le premier satellite de télécommunications et le premier de tous les satellites ayant une application pratique directe »,.

#### Le lanceur Atlas-Able
En 1959, l'URSS a réussi deux premières : l'envoi d'une sonde sur le sol lunaire et les premières photographies de la face cachée de la Lune. Les dirigeants du programme spatial américain (NASA) voulaient être les premiers à placer une sonde en orbite lunaire et ont à cet effet développé une sonde pesant 175 kg. Pour la lancer, les deux étages supérieurs du lanceur Vanguard (Able) sont placés sur le missile Atlas alors que celui-ci est encore en cours de mise au point. Les trois lancements de cet assemblage (1959-1960) furent des échecs.

#### Le lanceur Atlas-Mercury
Pour lancer les premiers vols habités orbitaux américains du programme Mercury, des fusées Atlas D, transformées en lanceurs et capables de placer 1,36 tonne en orbite basse sont retenues : le 20 février 1962 une Atlas D lance Friendship 7, qui fait trois orbites terrestres avec à son bord John Glenn (premier vol orbital d'un astronaute américain).

#### Les missiles recyclés
Les missiles Atlas une fois retirés du service opérationnel furent en partie utilisés pour lancer de petits satellites généralement sur des orbites polaires. À cet effet, les Atlas étaient surmontés d'un petit étage à propulsion solide d'une masse comprise entre 1  et   2 tonnes. 6 Atlas D sont ainsi utilisés entre 1965 et 1967, 23 Atlas E entre 1960 et 1995 et 21 Atlas F entre 1961 et 1981.

### Les lanceurs Atlas Centaur et Atlas Agena

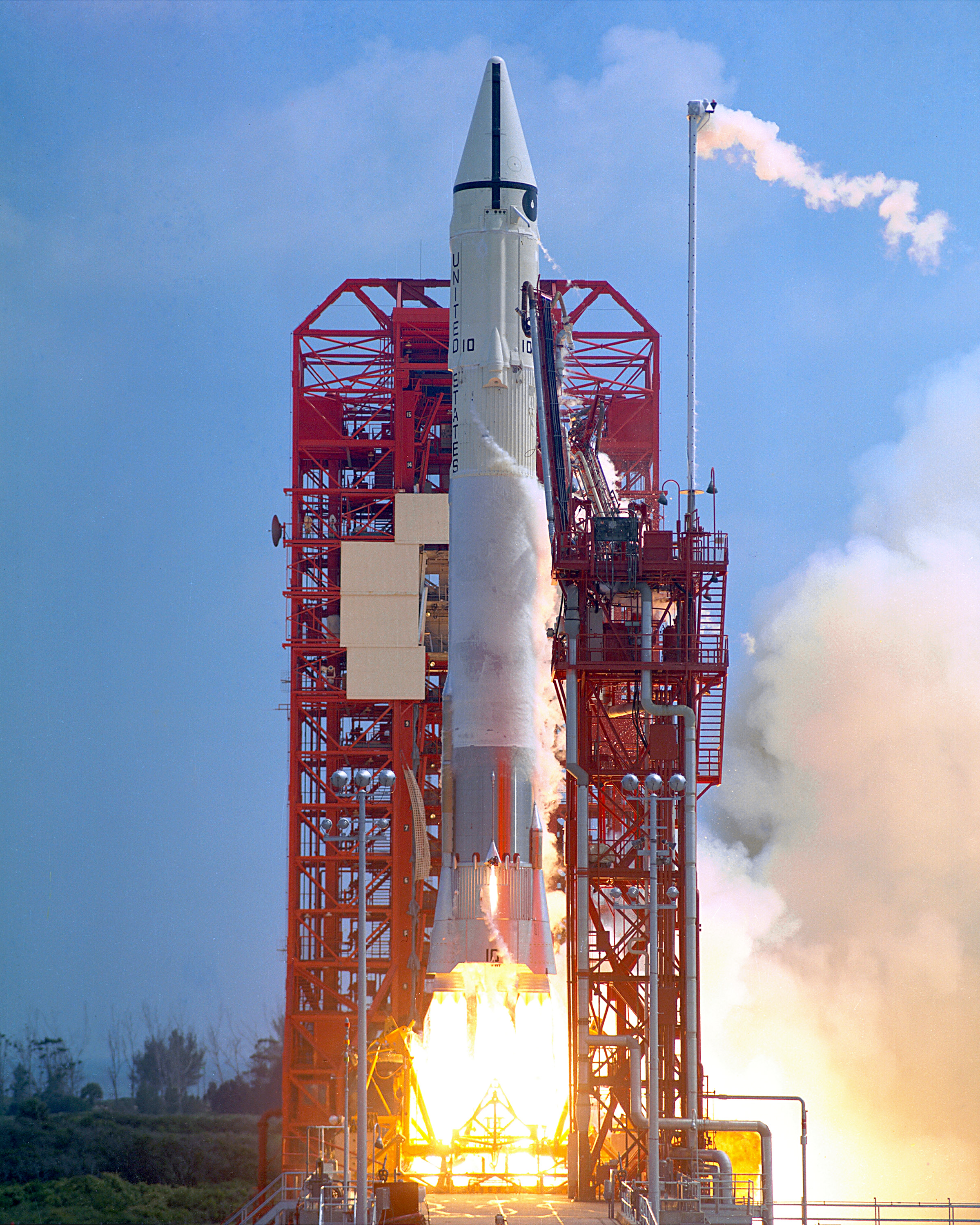
Une Atlas-Centaur lance la sonde Surveyor-1 (1966).

En 1960, un étage Agena, utilisant des carburants hypergoliques (hydrazine, et acide nitrique fumant rouge), est installé sur les fusées Atlas pour les lancements de sondes spatiales et de satellites lourds. Ce lanceur Atlas-Agena existera en plusieurs modèles correspondant à des versions différentes de l'étage Agena. L'Atlas Agena A (charge utile de 2,3 tonnes en orbite basse) est utilisé à quatre reprises (deux échecs) pour lancer quatre satellites de reconnaissance militaire Samos et Midas en 1960 et 1961. L'Atlas Agena B est une version beaucoup plus puissante (370 kg sur une trajectoire lunaire) est utilisé à 28 reprises (cinq échecs) entre 1961 et 1965 pour lancer des sondes spatiales Mariner  et Ranger  ainsi que des satellites SIGINT de l'Armée de l'Air, la NRO et la CIA. L'Atlas Agena D, qui comportait des modifications mineures par rapport à l'Atlas Agena B, fut utilisé de manière intensive pour le lancement de satellites de reconnaissance militaire. Plusieurs sous-versions sont utilisées : 15  vols (1 échec) utilisant comme premier étage une Atlas D entre 1963 et 1965, 48 vols (5 échecs) utilisant comme premier étage une nouvelle version standardisée Atlas SLV-3  entre 1964 et 1967 et 12 vols (1 échec) utilisant comme premier étage une version avancée Atlas SLV-3A  entre 1968 et 1978.
Après un très long développement (1958-1965), un nouveau deuxième étage particulièrement performant, l'étage Centaur entre en service opérationnel : celui-ci est le premier engin à utiliser un mélange d'oxygène liquide et d'hydrogène liquide, un défi technique qui permet d'obtenir un lanceur particulièrement performant puisque la charge utile du lanceur Atlas-Centaur est le double de celle du l'Atlas-Agena (4 t. en orbite basse, 1 t. en orbite de transfert vers la Lune). La NASA utilise le nouveau lanceur pour ses sondes spatiales : parmi celles-ci la sonde spatiale Surveyor 1 qui réussit le premier atterrissage en douceur américain sur la Lune (1966) et les sondes du programme Mariner à destination de Mars. Au sein des lanceurs américains, la fusée Atlas occupe un créneau intermédiaire entre la famille des lanceurs légers Delta et celle des lanceurs lourds Titan qui, trop coûteux, ne perceront jamais sur le marché des satellites commerciaux et se contenteront de placer en orbite des satellites militaires et les sondes spatiales les plus massives. Près de 170 lanceurs Atlas dotés d'un deuxième étage Agena ou Centaur et utilisant souvent comme premier étage un missile balistique désormais retiré du service lancent satellites artificiels et sondes spatiales jusqu'en 1983.

### Atlas G/H
En 1983, le lanceur qui n'a pratiquement pas été modifié depuis vingt ans, est remplacé par une nouvelle version G/H plus puissante pour pouvoir mettre sur orbite les satellites de télécommunications en orbite géostationnaire et plus particulièrement les satellites Intelsat (entre 1 930 et 2 100 kg) que la version courante du lanceur ne peut plus placer en orbite. L'objectif du constructeur est également de rester concurrentiel face au lanceur européen Ariane qui a rapidement conquis une grande partie du marché des satellites commerciaux de télécommunications.
Le premier étage de l'Atlas G est allongé de 3,5 mètres ce qui permet d'emporter 17 tonnes supplémentaires de carburant. Le nouveau lanceur avec son étage Centaur est désormais haut de 42,10 mètres avec sa coiffe et pèse 164 tonnes. L'Atlas-G, dénomination de la nouvelle Atlas-Centaur, peut placer 5,9 tonnes en orbite basse. L'Atlas H est une version moins puissante car dépourvue d'étage Centaur. Le lanceur dans ses deux versions est utilisé à 12 reprises entre 1984 et 1989.

### Atlas I

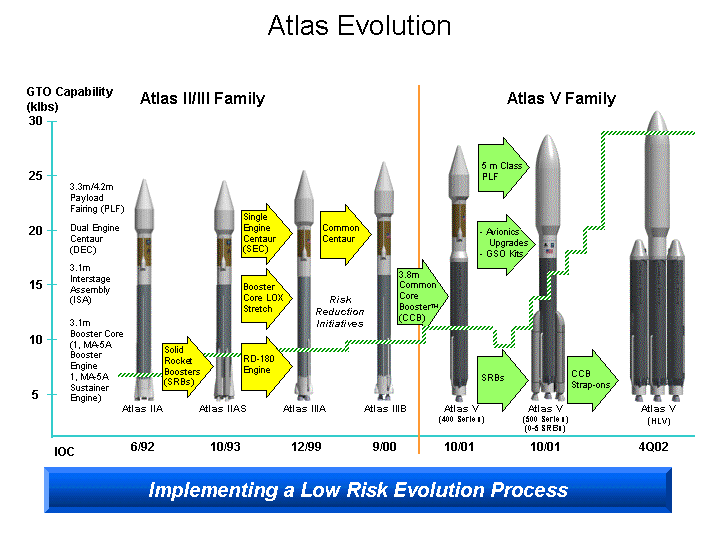
D'Atlas II à Atlas V : modèles et capacités (dépliant du constructeur).

La version Atlas I, techniquement très proche de l'Atlas G, est lancée pour la première fois en 1990 dans un contexte transformé par l'accident de la navette spatiale Challenger. Désormais, la NASA demande au constructeur du lanceur de financer lui-même les évolutions de sa fusée. En fait c'est l'Armée de l'Air américaine qui va désormais permettre de financer les nouveaux développements des lanceurs, à travers des commandes massives.
Un des objectifs du lanceur était de reconquérir le marché des satellites commerciaux perdu au profit du lanceur Ariane. Les performances du lanceur Atlas ne sont pas améliorées mais celui-ci reçoit une nouvelle coiffe disponible en 2 longueurs dont le diamètre de 4,3 mètres permet de s'accommoder de satellites plus encombrants. Cette version ne sera produite qu'à onze exemplaires car les besoins de l'Armée de l'Air nécessitent une version plus puissante.

### Atlas II
En mai 1988, l'Air Force choisit General Dynamics, le constructeur de l'Atlas, pour lancer ses satellites de masse intermédiaire. Pour répondre aux besoins de l'Armée de l'air américaine, une nouvelle version de la fusée est développée : les moteurs offrent une poussée accrue par rapport à l'Atlas I, le premier étage est rallongé de 2,7 mètres et le second étage de 0,9 mètre. Le nouveau lanceur peut ainsi placer théoriquement 6,6 tonnes en orbite basse (en réalité moins à cause de limitations structurelles de l'étage Centaur) et 2,7 tonnes en orbite de transfert. L'US Air Force utilise dix exemplaires du lanceur entre 1991 et 1998.
L'Atlas II A est une version destinée au marché commercial légèrement améliorée qui sera lancée 22 fois entre 1992 et 2002. L'Atlas II AS comporte quatre propulseurs d'appoint à poudre Castor allumés deux par deux (deux au décollage et deux en cours de vol) qui permettent de porter la charge utile pour une orbite de transfert à 3,6 tonnes. Cette version est lancée à 26 exemplaires entre 1993 et 2004.
Les différents exemplaires de l'Atlas II font preuve d'une fiabilité exemplaire avec un taux de succès de 100 % sur 58 tirs alors que les versions précédentes de l'Atlas-Centaur se singularisaient par un taux de succès particulièrement bas de 82 % sur 25 ans.

### Atlas III

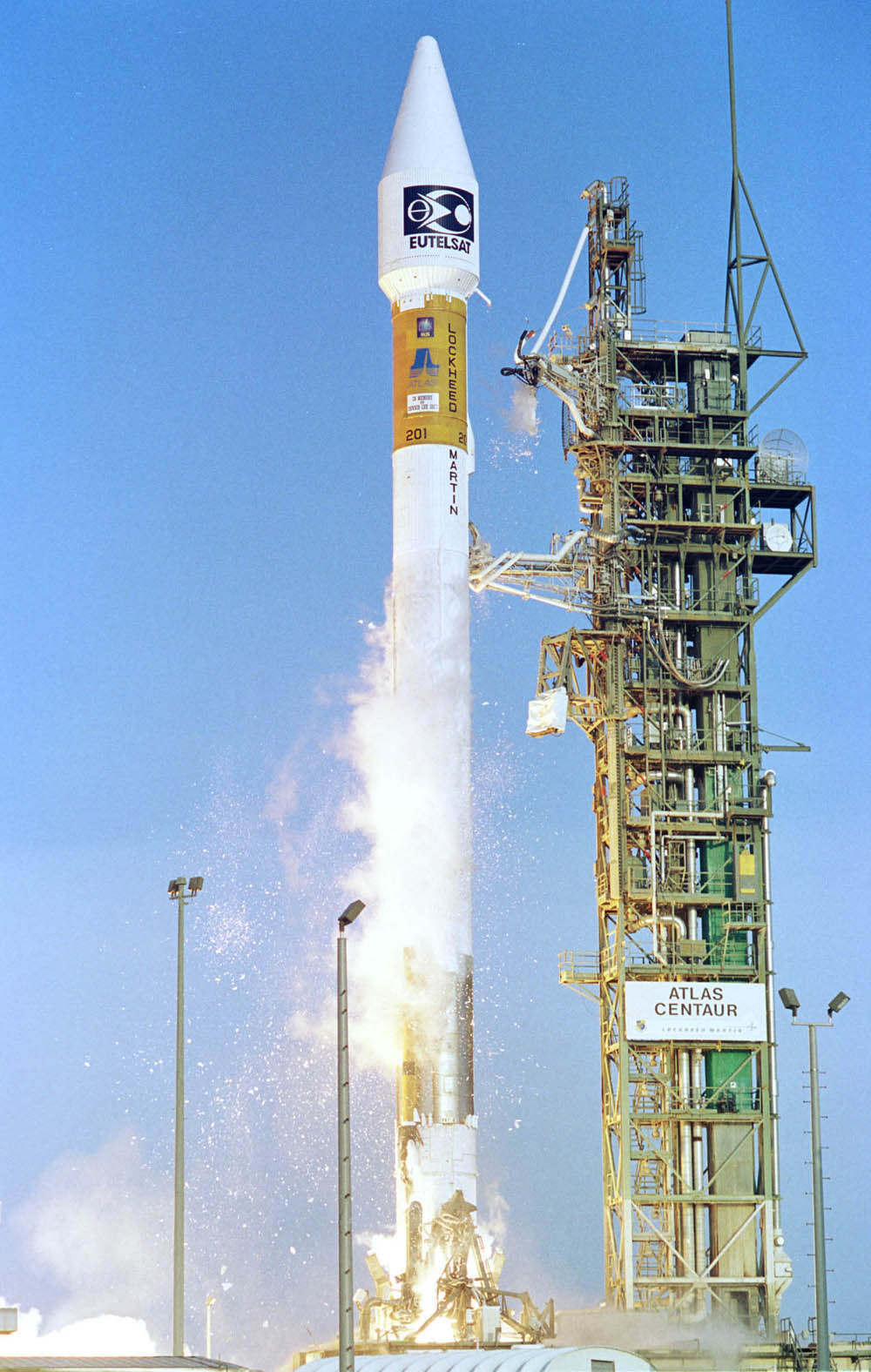
Premier lancement d'une Atlas III-A le 24 mai 2000. Équipée d'un étage Centaur-3A, elle transporte le Satellite de télécommunications français Eutelsat W4.

L'Atlas III, initialement connue sous l'appellation Atlas 2AR, constitue la première refonte majeure du lanceur Atlas-Centaur depuis sa conception. Jusque-là le premier étage n'avait connu que des modifications mineures - amélioration des performances du moteur, allongement des réservoirs de carburant - mais la technologie utilisée restait celle des années 1950. 
L'éclatement de l'URSS, le changement de régime et l'effondrement de son économie qui abaisse fortement les coûts de fabrication sur place rendent les produits de la technologie astronautique soviétique particulièrement attractifs. Pour réduire les coûts du lanceur Atlas, son constructeur General Dynamics (racheté en 1993 par Lockheed Martin) décide en 1993 de remplacer les trois moteurs-fusées du premier étage par un moteur unique, le RD-180,  dérivé du RD-171 utilisé sur le lanceur ukrainien (ex soviétique) Zenit. Les soviétiques ont continué à développer durant les décennies précédentes la technologie des moteurs brûlant du kérosène et de l'oxygène alors que les américains avaient abandonné tout investissement dans ce type de moteur après la mise au point au début des années 1960 du F-1 utilisé sur le premier étage de la fusée Saturn V. 
Le RD-171 comporte une turbopompe unique alimentant quatre chambres de combustion et quatre tuyères. L'architecture technique est identique pour le RD-180 mais avec seulement deux chambres de combustion et deux tuyères. Ce moteur, qui utilise les mêmes ergols (Lox et kérosène) que son prédécesseur, est à la fois léger (5 480 kg) et particulièrement performant : grâce à une impulsion spécifique de 3 050 m/s au sol et de 3 312 m/s dans le vide, il fournit une poussée de 385,9 tonnes qui peut être modulée de 47 à 100 %. La poussée du nouveau moteur est tellement importante qu'au lancement le moteur n'est utilisé qu'à 74 % de sa puissance. La nouvelle version du lanceur peut emporter une charge utile accrue de 10 % par rapport à l'Atlas II. Le premier étage de l'Atlas III est allongée de 3,05 mètres pour emporter un supplément de carburant. Cet accroissement est le maximum supportable par la technique des réservoirs ballons. Cette limite sera supprimée dans la version Atlas V qui abandonne la technologie des réservoirs ballon. 
Dans la première version du lanceur, l'Atlas III A, l'étage Centaur, pour la première fois, ne comporte qu'un seul moteur (version SEC pour Single Engine Centaur) ce qui permet de réduire sa masse à vide. La version suivant l'Atlas III B, comporte un étage Centaur rallongé de 1,68 mètre doté à la demande d'un seul (version SEC) ou de deux moteurs (DEC pour Dual Engine Centaur). L'Atlas III A permet de lancer une charge utile de 8,7 tonnes en orbite basse et de 4 tonnes en orbite de transfert (GTO) tandis que l'Atlas III B permet le lancement respectivement de 10,8 tonnes et 4,5 tonnes.
Le constructeur américain passe commande auprès du constructeur russe NPO Energomach de 101 moteurs pour un prix d'un milliard de dollars. Pour éviter toute dépendance vis-à-vis d'un constructeur étranger (la fusée Atlas lance entre autres des satellites militaires), le gouvernement américain impose à Lockheed Martin de disposer à l'avance des moteurs nécessaires pour quatre années de lancement. La construction sous licence aux États-Unis est envisagée mais est peu probable car elle annulerait l'intérêt financier de l'opération. 
Le développement du RD-180 à partir du RD-171 revient à 300 millions de dollars et les premiers tests sur le banc d'essai commencent en 1997. Le premier lancement a lieu en 2000. 
La fusée Atlas III est lancée à six reprises dans deux versions IIIA (deux lancements) et IIIB (quatre lancements) entre 2000 et 2005. L'Atlas III constitue une étape décisive dans la modernisation du lanceur Atlas mais est rapidement remplacée par l'Atlas V qui supprime les principales limitations du lanceur originel.

### Atlas V

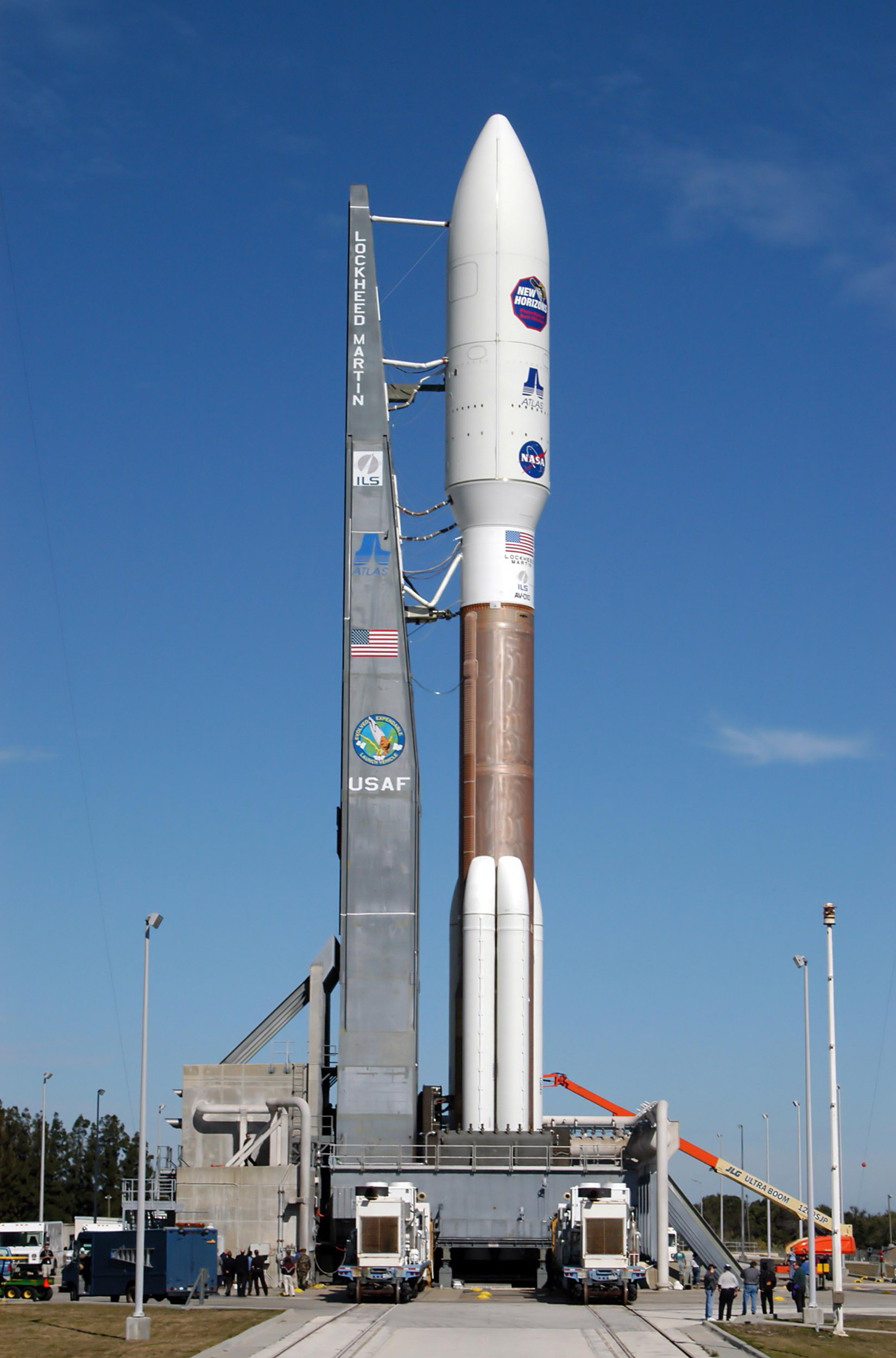
Atlas V 551.

En 1993, l'Armée de l'Air américaine, qui est un des principaux utilisateurs des lanceurs américains avec la NASA, définit le cahier des charges d'une nouvelle fusée, l'Evolved Expendable Launch Vehicle (EELV), qui se veut modulaire et qui doit permettre d'abaisser les coûts de lancement. L'objectif est de revenir sur un marché commercial monopolisé à l'époque par le lanceur Ariane. En réponse à ce cahier des charges, Lockheed Martin propose une nouvelle version de son lanceur Atlas : l'Atlas V. La technologie du réservoir-ballon utilisée sur la génération précédente qui limitait l'accroissement de la charge utile est abandonnée pour le premier étage : le diamètre de celui-ci peut ainsi être porté à 3,8 mètres et des propulseurs d'appoint peuvent lui être ajoutés. Ce premier étage baptisé Common Core Booster (en) (CCB) pèse désormais 305 tonnes soit 50 % de plus que celui du lanceur Atlas III. 
L'Atlas V est conçue pour pouvoir lancer des charges utiles de masses et de volumes variables :
- le premier étage peut recevoir de 1 à 5 propulseurs d'appoint à poudre Atlas SRB de la société Aerojet qui fournissent individuellement une poussée supplémentaire de 127 tonnes durant les 94 premières secondes du vol ;
- le deuxième étage Centaur similaire à celui de l'Atlas III peut comporter un ou deux (durée de la propulsion doublée) moteurs ;
- la coiffe, fabriquée par Contraves le fournisseur de la fusée Ariane, est disponible en 2 diamètres (4  et   5 mètres) et plusieurs longueurs.

Les différentes combinaisons permettent de placer de 12,5  à   20 tonnes en orbite basse et de 5  à   9 tonnes en orbite de transfert (GTO). Chaque modèle est identifié par un numéro à 3 chiffres :
- le premier chiffre, qui prend la valeur 4 ou 5, désigne le diamètre de la coiffe ;
- le deuxième (de 0 à 5) le nombre de propulseurs d'appoint SRB ;
- le troisième (1 ou 2) le nombre de moteurs de l'étage Centaur.

La version comportant un étage Centaur bimoteur n'a pour l'instant jamais volé car il est nécessaire de développer un étage renforcé pour utiliser cette configuration.
Pour le lancement de l'Atlas V, l'aire de lancement 41 de la base de lancement de Cape Canaveral a été reconstruite en reprenant les principes utilisés pour l'assemblage et le lancement des fusées européennes Ariane 5 : le lanceur est complètement préparé et testé dans un bâtiment d'assemblage avant d'être convoyé sur le site de lancement ce qui permet de travailler sur deux lanceurs en parallèle. L'objectif était de pouvoir lancer 15 fusées par an. 
Pour les vols commerciaux, Lockheed Martin commercialise à la fois le lanceur russe Proton et l'Atlas V. Le lanceur Proton, moins coûteux est systématiquement sélectionné, sauf lorsque la masse du satellite nécessite le recours à l'Atlas V. Le lanceur Atlas V a été retiré du marché commercial et ne lance plus désormais que des satellites militaires américains pour lesquels les lanceurs américains disposent d'un monopole. Boeing qui commercialise le lanceur concurrent Delta IV faisant face aux mêmes difficultés de commercialisation a également retiré son lanceur du marché commercial. Les deux constructeurs se sont associés depuis 2006 au sein de la coentreprise United Launch Alliance pour mutualiser leurs moyens de production : la production de l'Atlas V a été transférée de Littleton chez Lockheed Martin à Decatur en Alabama. La société Aerojet développe et fabrique les boosters.
Le premier lancement d'un Atlas V a eu lieu le 2 août 2002. Mi 2018 Le lanceur Atlas V a été lancé à 78 reprises avec un seul échec partiel. Sur le plan technique l'Atlas V est une réussite mais, au cours de la décennie 2010, le lanceur doit affronter la concurrence du Falcon 9 beaucoup moins couteux sur le marché des lancements militaires et l'hostilité d'une partie du monde politique depuis le refroidissement des relations avec la Russie fournisseur du moteur principal. ULA décide en conséquence le développement d'un nouveau lanceur le Vulcan qui devrait progressivement remplacer l'Atlas V au cours de la décennie 2020.

## Caractéristiques des principaux modèles du lanceur Atlas
|                               | Atlas D/E/F                               | Atlas Agena A/B/D                                 | Atlas Centaur                                 | Atlas G/H/I                               | Atlas II                                          | Atlas III                                           | Atlas V                                                        |
| ----------------------------- | ----------------------------------------- | ------------------------------------------------- | --------------------------------------------- | ----------------------------------------- | ------------------------------------------------- | --------------------------------------------------- | -------------------------------------------------------------- |
| Période                       | D : 1959-1967 E : 1960-1995 F : 1961-1985 | A : 1960-1961 B : 1961-1966 D : 1963-1978         | 1962-1983                                     | G : 1984-1989 H : 1983-1987 I : 1990-1997 | II : 1991-1998 II-A : 1992-2002 II-AS : 1993-2004 | III-A : 2000-2003 III-B : 2002-2005                 | V 4xx : 2002- V-5xx : 2003- V-HLV :                            |
| Lancements/réussis            | D : 16/16 E : 23/21 F : 21/20             | A : 4/2 B : 28/5 D : 75/7                         | 61/51                                         | G : 7/5 H : 5/5 I : 11/8                  | II : 10/10 II-A : 22/22 II-AS : 26/26             | III-A : 2/2 III-B : 4/4                             | V 4xx : 19/18 V-5xx : 10/10 HLV : 0/0                          |
| Charge utile                  | 1,36 t (LEO)                              | 2,30 t (LEO) 1,00 t (GTO) 0,50 t (ESC)            | 4,00 t (LEO) 1,80 t (GTO) 1,00 t (ESC)        | 5,9 t (LEO) 2,3 t (GTO)                   | 7,28 t (LEO) 3,04 t (GTO)                         | 10,7 t (LEO) 4,48 t (GTO)                           | 9 à 20 t (LEO) 5 à 9 t (GTO)                                   |
| Missions remarquables         | Programme Mercury                         | sondes Mariner sondes Ranger sondes Lunar Orbiter | sondes Surveyor sondes Mariner sondes Pioneer |                                           |                                                   |                                                     | MRO New Horizons LRO / LCROSS SDO Juno Mars Science Laboratory |
| Caractéristiques techniques   |                                           |                                                   |                                               |                                           |                                                   |                                                     |                                                                |
| Longueur                      | 20 m                                      | 30 à 36 m                                         | 33 à 38 m                                     | 43,77 m                                   | 47,42 m                                           | 53,10 m                                             | 59,1 m                                                         |
| Diamètre                      | 3,05 m                                    | 3,05 m                                            | 3,05 m                                        | 3,05 m                                    | 3,05 m                                            | 3,05 m                                              | 3,8 m                                                          |
| Masse totale                  | 122,0 t                                   | 124 à 155 t                                       | 136 à 148 t                                   | 164,3 t                                   | 187,7 t                                           | 225,5 t                                             | 334 à 500 t                                                    |
| Nombre d'étages               | 1,5 ou 2,5                                | 2,5                                               | 2,5                                           | 2,5                                       | 2,5                                               | 2                                                   | 2 ou 2,5                                                       |
| Propulseur d'appoint          |                                           |                                                   |                                               |                                           |                                                   |                                                     |                                                                |
| Moteurs                       | 2 × LR-89-5                               | 2 × LR-89-5 ou -7                                 | 2 × LR-89-5 ou -7                             | 2 × LR-89-7                               | 2 × RS-56-OBA                                     |                                                     | 0 à 5 (n) Atlas SRB                                            |
| Poussée                       | 1645 kN                                   | 1645 ou 1896 kN                                   | 1645 ou 1896 kN                               | 1896 kN                                   | 2094 kN                                           |                                                     | n × 1270 kN                                                    |
| Ergols                        | Kérosène et LOX                           | Kérosène et LOX                                   | Kérosène et LOX                               | Kérosène et LOX                           | Kérosène et LOX                                   |                                                     | Solide                                                         |
| Durée de la combustion        | 120 s                                     | 120 s                                             | 120 s                                         | 174 s                                     | 172 s                                             |                                                     | 94 s                                                           |
| Masse totale/masse à vide     | / 3,175 t                                 | / 3,05 t                                          | / 3,18 t                                      | / 3,65 t                                  | / 4,19 t                                          |                                                     | n × 41 / 4 t                                                   |
| Premier étage                 |                                           |                                                   |                                               |                                           |                                                   |                                                     |                                                                |
| Moteurs                       | LR-105-5                                  | LR-105-5                                          | LR-105-5                                      | LR-105-7                                  | RS-56-OSA                                         | RD-180                                              | RD-180                                                         |
| Poussée (au niveau de la mer) | 363 kN                                    | 363 kN                                            | 386 kN                                        | 363 kN                                    | 386 kN                                            | 3852 kN                                             | 3827 kN                                                        |
| Ergols                        | Kérosène et LOX                           | Kérosène et LOX                                   | Kérosène et LOX                               | Kérosène et LOX                           | Kérosène et LOX                                   | Kérosène et LOX                                     | Kérosène et LOX                                                |
| Masse totale/à vide           | 117,8/4,93 t                              | 117,2/2,39 t                                      | 117,4/3,70 t                                  | 142,5/4,24 t                              | 162,5/2,05 t                                      | 195,6 / 13,73 t                                     | 305 / 21 t                                                     |
| Durée de la combustion        | 309 s                                     | 250 s                                             | 335 s                                         | 266 s                                     | 283 s                                             |                                                     | 241 s                                                          |
| Longueur                      | 20,7 m                                    | 20,3 m                                            | 18,3 m                                        | 22,2 m                                    | 28,9 m                                            |                                                     | 32,46 m                                                        |
| Diamètre                      | 3,05 m                                    | 3,05 m                                            | 3,05 m                                        | 3,05 m                                    | 3,05 m                                            | 3,05 m                                              | 3,81 m                                                         |
| 2e étage                      |                                           |                                                   |                                               |                                           |                                                   |                                                     |                                                                |
| Désignation                   | (avec ou sans)                            | Agena                                             | Centaur                                       | Centaur                                   | Centaur                                           | Centaur                                             | Centaur                                                        |
| Moteur                        |                                           | Bell XLR81-BA-5                                   | 2 x P&W RL-10-A1                              | 2 x P&W RL-10A-3A                         | 2 x P&W RL-10A-4                                  | P&W RL-10A-4-2                                      | 4x1 : 1 x P&W RL-10A-4-2 4x2 : 2 x P&W RL-10A-4-2              |
| Poussée                       |                                           | 68,9 kN                                           | 71,2 kN                                       | 146,8 kN                                  | 185 kN                                            | 198,3 kN                                            |                                                                |
| Ergols                        | Solide                                    | hydrazine et acide nitrique fumant rouge          | LH2 et LOX                                    | LH2 et LOX                                | LH2 et LOX                                        | LH2 et LOX                                          | LH2 et LOX                                                     |
| Masse totale/à vide           |                                           | 3790/885 kg                                       | 15,6/2,0 t                                    | 15,6/1,7 t                                | 15,6/2,1 t                                        | 22,96/2,1 t                                         | 4x1 : 22,8/2,1 t 4x2 : 22,6/1,9 t                              |
| Durée de la combustion        |                                           | 120 s                                             | 430 s                                         | 402 s                                     | 392 s                                             | 460 s                                               | 4x1 : 920 s 4x2 : 460 s                                        |
| Longueur                      |                                           | 4,7 m                                             | 9,15 m                                        | 9,15 m                                    | 10,10 m                                           | III-A : 10,06 m III-B : 11,89 m (SEC) 11,74 m (DEC) | 12,68 m                                                        |
| Diamètre                      |                                           | 1,52 m                                            | 3,05 m                                        | 3,05 m                                    | 3,05 m                                            | 3,05 m                                              | 3,05 m                                                         |
| Coiffe                        |                                           |                                                   |                                               |                                           |                                                   |                                                     |                                                                |
| Diamètre                      |                                           |                                                   |                                               | 4,2 m                                     |                                                   |                                                     | 4,2 ou 5,4 m                                                   |
| Longueur                      |                                           |                                                   |                                               | 12,2 à 13,1 m                             |                                                   |                                                     | 12,2 à 26,58 m                                                 |
| Masse                         |                                           |                                                   |                                               | 2,1 à 2,3 t                               |                                                   |                                                     | 2,1 à 4,4 t                                                    |
| Sources :                     |                                           |                                                   |                                               |                                           |                                                   |                                                     |                                                                |